# Calbe (Saale)
Calbe (Saale) − miasto w niemieckim kraju związkowym Saksonia-Anhalt, w powiecie Salzland, nad Soławą.
W mieście rozwinął się przemysł hutniczy, maszynowy, włókienniczy, spożywczy.

## Współpraca
Miejscowość partnerska:
- Burgdorf, Dolna Saksonia

## Bibliografia

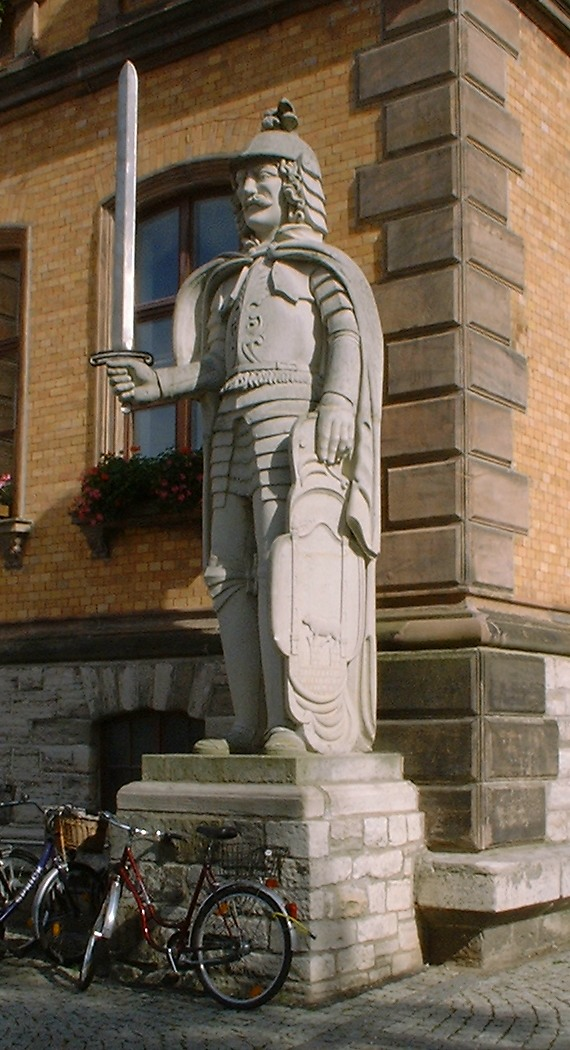
Pomnik Rolanda